# Andrei Turea
Andrei Turea (ur. 11 października 1998) – rumuński saneczkarz.
Uczestnik Zimowych Igrzysk Olimpijskich 2018, wystąpił w konkurencji jedynek mężczyzn, zajmując 31., z rezultatem 2:27,285. Uczestnik Mistrzostw Świata Juniorów w Saneczkarstwie 2015. Startował w Pucharze Świata Juniorów w saneczkarstwie 2015/2016 oraz 2016/2017.